# Mortagne-sur-Gironde

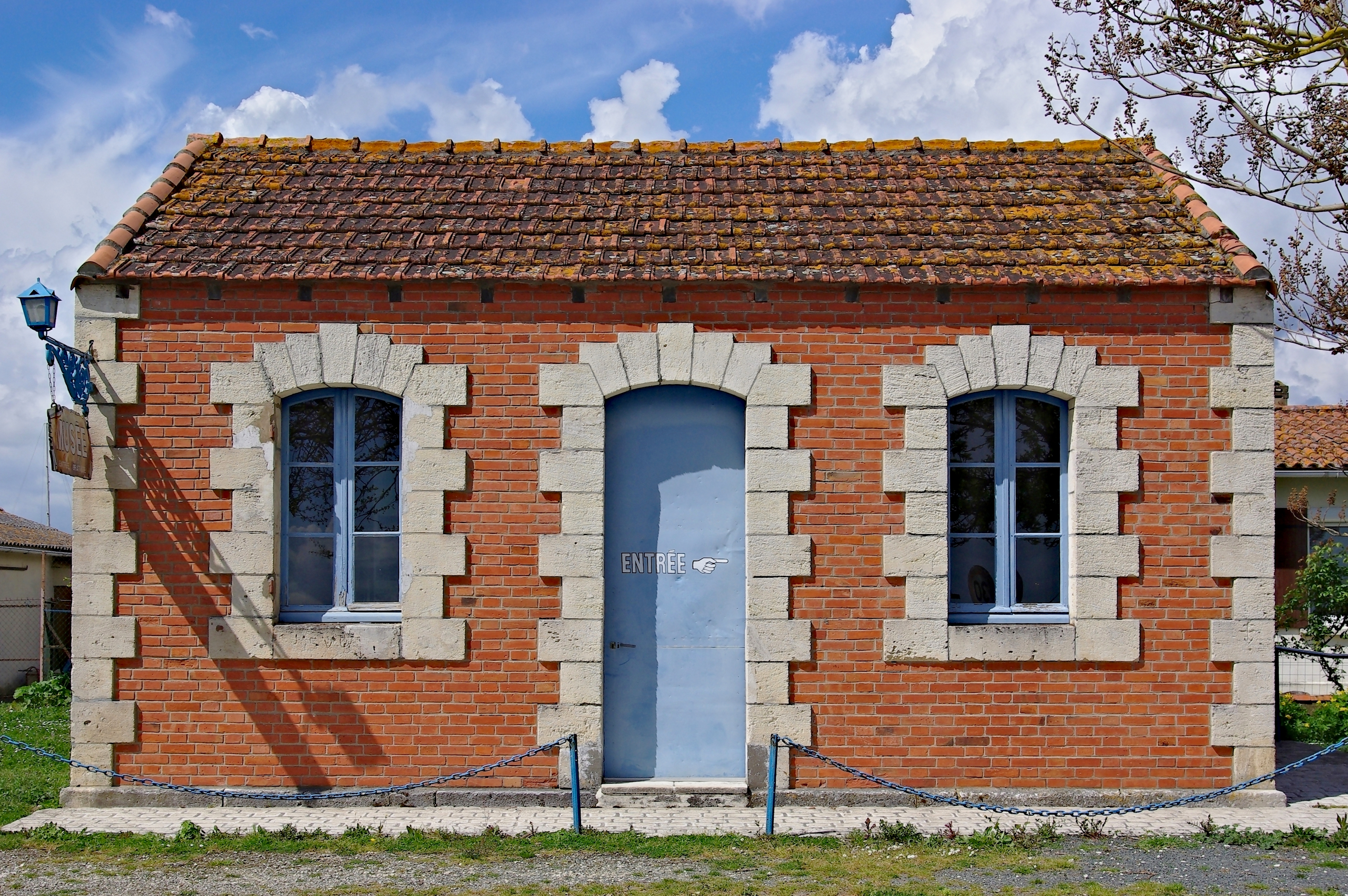
Muzeum pocztówek

Mortagne-sur-Gironde – miejscowość i gmina we Francji, w regionie Nowa Akwitania, w departamencie Charente-Maritime.
Według danych na rok 1990 gminę zamieszkiwały 972 osoby, a gęstość zaludnienia wynosiła 52 osób/km² (wśród 1467 gmin regionu Poitou-Charentes Mortagne-sur-Gironde plasuje się na 320. miejscu pod względem liczby ludności, natomiast pod względem powierzchni na miejscu 447.).